# Yoshihiko Amino
 (mars 2024).
La mise en forme du texte ne suit pas les recommandations de Wikipédia : il faut le « wikifier ».
Les points d'amélioration suivants sont les cas les plus fréquents. Le détail des points à revoir est peut-être précisé sur la page de discussion.
- Les titres sont pré-formatés par le logiciel. Ils ne sont ni en capitales, ni en gras.
- Le texte ne doit pas être écrit en capitales (les noms de famille non plus), ni en gras, ni en italique, ni en « petit »…
- Le gras n'est utilisé que pour surligner le titre de l'article dans l'introduction, une seule fois.
- L'italique est rarement utilisé : mots en langue étrangère, titres d'œuvres, noms de bateaux, etc.
- Les citations ne sont pas en italique mais en corps de texte normal. Elles sont entourées par des guillemets français : « et ».
- Les listes à puces sont à éviter, des paragraphes rédigés étant largement préférés. Les tableaux sont à réserver à la présentation de données structurées (résultats, etc.).
- Les appels de note de bas de page (petits chiffres en exposant, introduits par l'outil «  Source ») sont à placer entre la fin de phrase et le point final[comme ça].
- Les liens internes (vers d'autres articles de Wikipédia) sont à choisir avec parcimonie. Créez des liens vers des articles approfondissant le sujet. Les termes génériques sans rapport avec le sujet sont à éviter, ainsi que les répétitions de liens vers un même terme.
- Les liens externes sont à placer uniquement dans une section « Liens externes », à la fin de l'article. Ces liens sont à choisir avec parcimonie suivant les règles définies. Si un lien sert de source à l'article, son insertion dans le texte est à faire par les notes de bas de page.
- La présentation des références doit suivre les conventions bibliographiques. Il est recommandé d'utiliser les modèles {{Ouvrage}}, {{Chapitre}}, {{Article}}, {{Lien web}} et/ou {{Bibliographie}}. Le mode d'édition visuel peut mettre en forme automatiquement les références.
- Insérer une infobox (cadre d'informations à droite) n'est pas obligatoire pour parachever la mise en page.

Pour une aide détaillée, merci de consulter Aide:Wikification.
Si vous pensez que ces points ont été résolus, vous pouvez retirer ce bandeau et améliorer la mise en forme d'un autre article.
Yoshihiko Amino (網野 善彦, Amino Yoshihiko), né le 22 janvier 1928 dans la préfecture de Yamanashi et mort le 27 février 2004, est un historien marxiste japonais, surtout connu pour son analyse novatrice de l'histoire médiévale japonaise.
Bien que les travaux d'Amino aient peu été publiés en Occident, il est considéré par ses pairs comme l'un des historiens du Japon les plus importants du XXe siècle,,. Certains de ses travaux sont disponibles en anglais.

## Biographie

### Enfance et formation
Amino a fait ses études supérieures à l'Université de Tokyo, où il a notamment suivi les cours de l'historien marxiste Ishimoda Shō (1912-1986). Il s'est aussi engagé dans les cercles historiographiques marxistes et dans le mouvement étudiant du début de l'après-guerre. Après avoir obtenu son diplôme, Amino a enseigné plusieurs années dans des lycées, avant de commencer sa carrière universitaire comme professeur adjoint à l'Université de Nagoya en 1956. En 1980, il a rejoint l'Université de Kanagawa en tant qu'enseignant-chercheur, passant ainsi d'un poste principalement éducatif à une opportunité de se consacrer pleinement à la recherche. Sur place, avec son collègue, l'anthropologue Miyata Noboru (1936-2000), il dirige un séminaire interdisciplinaire au Nouvel Institut d'étude du Folklore Japonais (日本常民文化研究所), créé en 1982. Il prend sa retraite de professeur en 1998.

### Carrière
Amino a commencé sa carrière en étudiant les modes de vie des populations villageoises marginalisées. Se basant sur une analyse détaillée des sources primaires, il a mis en lumière une diversité remarquable de modes de vie au sein des communautés villageoises médiévales, bien loin de l'image d'un "peuple japonais" monolithique, construite par l'historiographie nationaliste. Ces recherches l'ont conduit à la conclusion que le Japon médiéval ne se caractérisait pas par une uniformité sociale et culturelle, mais plutôt par une mosaïque de sociétés distinctes, certaines ignorant même l'existence de l’Empereur. À partir de ces thèses, il entreprit une révision en profondeur de l'historiographie japonaise traditionnelle, qui prévalait dans les cercles universitaires depuis l'époque Meiji.
Il est décédé d'un cancer du poumon le 27 février 2004, à l'âge de 76 ans 
Historien prolifique, Amino est à l'origine d'au moins 486 productions écrites, notamment plusieurs centaines d'articles et plus de vingt livres. William Johnston, professeur d'histoire à l'Université Wesleyenne, écrit qu '«une introduction complète à l'œuvre d'Amino nécessiterait probablement un livre en soi».

## Œuvres choisies

### Livres
- 1991 : 日本の歴史をよみなおす (Réinterprétation de l'histoire japonaise). Tokyo : Chikuma Shobo.
- 1990 : 日本論の視座――列島の社会と国家 ( Un nouveau point de vue sur Nihon-ron : la société et l'État sur l'archipel ). Shogakkukan.
- 1978 : 無縁・公界・楽――日本中世の自由と平和 ( Muen, Kugai, Raku : Liberté et paix dans le Japon médiéval ). Heibonsha.
- 1966 : 中世荘園の様相 ( Conditions sur les domaines médiévaux ).

### Articles
- 2007 : « Constructions japonaises médiévales de paix et de liberté : Muen, Kugai et Raku ». Revue internationale d'études asiatiques 4 (1) : 3-14.
- 2001 : « Commerce et finance au Moyen Âge : les débuts du « capitalisme » ». Actes asiatiques 81 : 1-19.
- 1995 : « Les Japonais et la mer ». Annales 50 (2) : 235-258. (Français)
- 1992 : « Déconstruire le Japon » . Histoire de l'Asie de l'Est 3 : 121-142. Traduit par Gavan McCormack, pdf disponible
- 1983 : « Quelques problèmes concernant l'histoire de la vie populaire dans le Japon médiéval ». Actes asiatiques 44 : 77-97.